# Larry Lloyd
Laurence Valentine Lloyd (6 de outubro de 1948 – 28 de março de 2024) foi um futebolista britânico. Ele ganhou títulos na Inglaterra e na Europa pelo Liverpool de Bill Shankly e o Nottingham Forest de Brian Clough na década de 1970.

## Carreira

### Bristol Rovers e Liverpool
O Bristol Rovers aceitou uma oferta de 50 mil libras pelo Lloyd em abril de 1969, com o treinador Bill Shankly procurando um sucessor a longo prazo para o zagueiro Ron Yeats.
Lloyd entrou na equipe em 1969 fazendo sua estréia em 27 de setembro em um jogo da Primeira Divisão no The Hawthorns em que o Liverpool empatou com o West Bromwich Albion por 2-2. No ano seguinte, Lloyd já era um titular regular quando Shankly resolver fazer uma grande reconstrução do time e encontrou jogadores novos como Lloyd.
Lloyd fez uma parceria na defesa com um dos poucos jogadores que sobreviveram a reformulação de Shankly, o capitão  Tommy Smith. A dupla levou o Liverpool à final da FA Cup de 1971, perdendo por 2-1, após a prorrogação, para o Arsenal.
Sir Alf Ramsey deu a Lloyd sua estréia na Seleção Inglesa em 19 de maio de 1971 em um jogo do British Home Championship contra o país de Gales. O jogo foi disputado no Wembley e terminou 0-0.
Em 1972, Lloyd marcar seu primeiro gol pelos Reds. Ele veio na vitória por 3–0 sobre o Manchester City, em Anfield, em 26 de fevereiro. Seu gol foi o primeiro dos 3 e chegou aos 37 minutos. Kevin Keegan (53º) e Bobby Graham (65) completaram o marcador.
O Liverpool venceu a Primeira Divisão e a Copa da UEFA em 1973. Lloyd não perder um único minuto de 54 partidas em toda a temporada. Ele marcou na primeira mão da final da Copa da UEFA e ajudou o Liverpool a ganhar por 3-2 do Borussia Mönchengladbach. No ano seguinte, ele sofreu uma lesão e perdeu seu lugar na equipe titular para o jovem Phil Thompson.
Shankly se aposentou na temporada seguinte e o seu sucessor, Bob Paisley, transferiu Lloyd para o Coventry City.

### Coventry City e Nottingham Forest
Em 15 de agosto de 1974, o Coventry pagou uma taxa de transferência de 240 mil libras por Lloyd. O acordo foi financiado com a venda de Mick McGuire e Jimmy Holmes ao Tottenham por 200 mil libras.
Em outubro de 1976, Brian Clough, seguindo o conselho de Peter Taylor, comprou Lloyd por 60 mil libras após um período inicial de empréstimo. O Forest estava em busca da promoção para a Primeira Divisão. Ele fez sua estréia no Forest em 2 de outubro em um jogo contra o Hull City. Lloyd conseguiu a promoção com o Forest naquela temporada. Na temporada seguinte, eles ganharam o título da Primeira Divisão e a Copa da Liga, contra o ex-clube de Lloyd, o Liverpool.
Em 1979, Lloyd e o Forest conquistaram a Liga dos Campeões da UEFA e o bi-campeonato da Copa da Liga. Na Copa da Liga de 1979-80, eles chegaram à final pela terceira temporada consecutiva, mas perderam para o Wolverhampton Wanderers. Em junho de 1979, Lloyd representou a equipe da Liga da Irlanda como convidado em uma turnê pela Ásia, marcando duas vezes em uma vitória por 4–1 sobre Singapura.
Em 1980, o Forest ganhou o bi-campeonato da Liga dos Campeões. Também em maio de 1980, Lloyd foi convocado pela Seleção Inglesa e jogou na derrota por 4–1 para o País de Gales. Esse foi o seu quarto e último jogo pela seleção.

### Wigan Athletic
Lloyd deixou o Forest e foi para o Wigan Athletic em março de 1981, onde ele foi jogador-treinador. Na temporada 1981-82, ele levou o time a promoção da Quarta Divisão e os guiou para a sobrevivência na Terceira Divisão um ano depois.

### Notts County
O sucesso de Lloyd no Wigan atraiu a atenção do Notts County, que estava procurando por um novo treinador depois que Jimmy Sirrel saiu do clube. No entanto, após a única temporada de Lloyd em Meadow Lane, ele deixou o clube após o rebaixamento na Primeira Divisão.

## Pós-carreira e morte
Até 2000, Larry foi um comentarista regular em uma rádio em Nottingham. Viveu na Espanha, onde esteve envolvido no futebol como treinador do time amador, Real Marbella.
Morreu em 28 de março de 2024, aos 75 anos.

## Estatísticas da carreira
| Clube             | Temporada | Liga             | Liga  | Liga | FA Cup | FA Cup | Copa da Liga | Copa da Liga | Europa | Europa | Outros | Outros | Total | Total |
| Clube             | Temporada | Divisão          | Jogos | Gols | Jogos  | Gols   | Jogos        | Gols         | Jogos  | Gols   | Jogos  | Gols   | Jogos | Gols  |
| ----------------- | --------- | ---------------- | ----- | ---- | ------ | ------ | ------------ | ------------ | ------ | ------ | ------ | ------ | ----- | ----- |
| Bristol Rovers    | 1968–69   | Terceira Divisão | 43    | 1    | 7      | 0      | 1            | 0            | —      | —      | —      | —      | 51    | 1     |
| Liverpool         | 1969–70   | Primeira Divisão | 8     | 0    | 0      | 0      | 0            | 0            | 1      | 0      | —      | —      | 9     | 0     |
| Liverpool         | 1970–71   | Primeira Divisão | 40    | 0    | 7      | 0      | 3            | 0            | 10     | 0      | —      | —      | 60    | 0     |
| Liverpool         | 1971–72   | Primeira Divisão | 33    | 1    | 2      | 0      | 3            | 0            | 4      | 0      | 1      | 0      | 43    | 1     |
| Liverpool         | 1972–73   | Primeira Divisão | 42    | 2    | 4      | 0      | 8            | 0            | 12     | 1      | —      | —      | 66    | 3     |
| Liverpool         | 1973–74   | Primeira Divisão | 27    | 1    | 3      | 0      | 6            | 0            | 4      | 0      | 0      | 0      | 40    | 1     |
| Liverpool         | Total     | Total            | 150   | 4    | 16     | 0      | 20           | 0            | 31     | 1      | 1      | 0      | 218   | 5     |
| Coventry City     | 1974–75   | Primeira Divisão | 34    | 5    | 3      | 1      | 1            | 0            | —      | —      | —      | —      | 38    | 6     |
| Coventry City     | 1975–76   | Primeira Divisão | 11    | 0    | 0      | 0      | 0            | 0            | —      | —      | —      | —      | 11    | 0     |
| Coventry City     | 1976–77   | Primeira Divisão | 5     | 0    | 0      | 0      | 0            | 0            | —      | —      | —      | —      | 5     | 0     |
| Coventry City     | Total     | Total            | 50    | 5    | 3      | 1      | 1            | 0            | —      | —      | —      | —      | 54    | 6     |
| Nottingham Forest | 1976–77   | Second Division  | 26    | 3    | 5      | 0      | 0            | 0            | —      | —      | 3      | 0      | 34    | 3     |
| Nottingham Forest | 1977–78   | Primeira Divisão | 26    | 0    | 2      | 0      | 6            | 1            | —      | —      | —      | —      | 34    | 1     |
| Nottingham Forest | 1978–79   | Primeira Divisão | 36    | 0    | 3      | 1      | 6            | 1            | 9      | 1      | 1      | 1      | 55    | 4     |
| Nottingham Forest | 1979–80   | Primeira Divisão | 42    | 3    | 2      | 0      | 9            | 1            | 9      | 0      | 2      | 0      | 64    | 4     |
| Nottingham Forest | 1980–81   | Primeira Divisão | 18    | 0    | 2      | 0      | 2            | 0            | 2      | 0      | 3      | 0      | 27    | 0     |
| Nottingham Forest | Total     | Total            | 148   | 6    | 14     | 1      | 23           | 3            | 20     | 1      | 9      | 1      | 214   | 12    |
| Wigan Athletic    | 1980–81   | Quarta Divisão   | 9     | 0    | 0      | 0      | 0            | 0            | —      | —      | —      | —      | 9     | 0     |
| Wigan Athletic    | 1981–82   | Quarta Divisão   | 36    | 2    | 0      | 0      | 4            | 2            | —      | —      | —      | —      | 40    | 4     |
| Wigan Athletic    | 1982–83   | Terceira Divisão | 7     | 0    | 0      | 0      | 1            | 0            | —      | —      | —      | —      | 8     | 0     |
| Wigan Athletic    | Total     | Total            | 52    | 2    | 0      | 0      | 5            | 2            | —      | —      | —      | —      | 57    | 4     |
| Total             | Total     | Total            | 443   | 18   | 40     | 2      | 50           | 5            | 51     | 2      | 10     | 1      | 599   | 28    |

## Títulos
Liverpool
- Primeira Divisão: 1972-73
- Copa da Inglaterra: 1973-74
- Copa da UEFA: 1972-73

Nottingham Forest
- Primeira Divisão: 1977-78
- Taça da Liga: 1977-78, 1978-79
- Supercopa da Inglaterra: 1978
- Liga dos Campeões: 1978-79, 1979-80
- Supercopa da UEFA: 1979
- Anglo-Taça Da Escócia: 1976-77